# HD 221246
Désignations
HD 221246 ou NGC 7686 1 est une étoile de l'amas ouvert NGC 7686, et elle appartient à la constellation d'Andromède. Avec une magnitude apparente de 6,17, elle ne peut-être vue à l'œil nu que dans des conditions très favorables. Elle a un type spectral de type K3III, ce qui signifie qu'il s'agit d'une géante orange évoluée. Les mesures de la parallaxe placent cette étoile à environ 1 010 années-lumière de la Terre.